# Губная грамота
Губная грамота — акт, которым правительство царя Ивана Грозного предоставляло местному обществу право самому преследовать и судить татей и разбойников и полагало казнь на его души.
Название губная, по мнению В. Н. Татищева, происходит от слова губить, губление. По сведениям Н. М. Карамзина, слово губа в древнем немецком праве означало усадьбу, а в российском — волость или ведомство.
Губные грамоты, вводившие в области губного института, давались по челобитью самого населения и носили характер пожалования; этот характер пожалования не утратился и после издания Судебника, вводившего губной институт, по крайней мере официально, повсеместно.
Губные грамоты обращались ко всем общественным классам области и заключали в себе разрешение местному обществу ведать в области губное дело, «свестяся меж самих себя», а также определение порядка избрания должностных лиц губного управления, его состав, права и обязанности и многие подробности в области материального уголовного права.
До нас дошло всего до 10 губных грамот; древнейшие из них — Белоозерская и Вельская губные грамоты 1539 года. Все губные грамоты, кроме одной (1614 года), напечатаны в «Актах археографической экспедиции» (т. I, № 187, 192, 194, 224, 281 и 330) и в Дополнениях к ним (т. I, № 31). Губные грамоты представляют очень ценный первоисточник для изучения древнерусского уголовного права, ещё недостаточно тщательно исследованный.